# Società fiduciaria
La società fiduciaria è un'impresa che assume l'impegno di amministrare i beni per conto terzi, la rappresentanza di titolari di azioni e/o obbligazioni o l'organizzazione contabile di aziende appartenenti a terzi.
La gestione fiduciaria consiste nella amministrazione, con o senza intestazione alla società, di attività patrimoniali e finanziarie, appartenenti a terzi; la titolarità di esse rimane in capo all'affidante. La società fiduciaria è sottoposta a vigilanza.
Si tratta di una società che per svolgere la propria attività (fiduciaria e di revisione) necessita di apposita autorizzazione emanata con decreto ministeriale del Ministero dello Sviluppo Economico e con il parere favorevole del Ministero della Giustizia, verificati i requisiti previsti dal DM 16.1.1995 (Pubblicato nella Gazz. Uff. 4 febbraio 1995, n. 29, S.O.). È sottoposta ad autorità di vigilanza del Ministero per lo Sviluppo Economico.

## Effetti giuridici
L'affidamento delle attività con intestazione alla società fiduciaria comporta l'amministrazione di queste e la loro registrazione in conti separati "i conti d'ordine" e pertanto 
- i creditori della società fiduciaria non possono aggredire le attività a essa intestate per conto altrui (principio della separazione patrimoniale)
- gli effettivi titolari possono sempre rivendicarle presso i terzi aventi causa dalla società fiduciaria

Lo strumento fiduciario nasce per avere l'opportunità di affidare, a una impresa istituzionalmente riconosciuta e vigilata, attività diverse per molti motivi: pur essendo tipicamente utilizzato da chi non vuole apparire come socio in società di capitali e non rendere pubblico quindi il suo nome, ferma restando la trasparenza nei confronti delle Autorità, negli anni (dal 1939) l'istituto si è sviluppato ed è divenuto strumento molto utile alla gestione di patti di sindacato e parasociali, escrow agreement, vincoli, pegni, compromessi, trasferimenti generazionali, costituzione diritti a favore di beneficiari, ecc, ma anche e soprattutto strumento di semplificazione amministrativa. Con l'affidamento delle attività oggetto di accordi tra le parti, al terzo società fiduciaria, si può generare un automatismo nella esecuzione degli adempimenti correlati al rispetto delle obbligazioni reciprocamente assunte.
Inoltre, la società fiduciaria ha un ruolo importante, come sostituto d'imposta, nella gestione dei redditi derivanti dalle attività dalla medesima amministrate, soprattutto per le attività patrimoniali e finanziarie estere, consentendo al contribuente di semplificare la gestione amministrativa della propria posizione fiscale, nel totale rispetto delle prescrizioni normative e regolamentari.
Con il Decreto Legislativo n. 141/2010, ancora in attesa delle disposizioni attuative, è previsto che le società fiduciarie dotate di particolari requisiti, possano iscriversi a un elenco speciale presso la Banca d'Italia ed essere sottoposte a vigilanza da quest'ultima, relativamente alla sola normativa antiririclaggio, rimanendo sottoposte a vigilanza del Ministero per lo Sviluppo Economico relativamente all'attività propria.

## Decreto Legislativo n. 415 del 1996
La regolamentazione ha stabilito solo per le società fiduciarie "di gestione" e non per quelle "statiche":
- L'obbligo di inserimento nella denominazione sociale della espressione “società di intermediazione mobiliare”
- Il divieto di svolgere servizi diversi dalla gestione di portafogli (a meno che non cessino di operare mediante intestazione fiduciaria)
- L'obbligo di iscrizione all'albo ex art. 9 D. Lgs. 415/96 e sottoposizione alla regolamentazione dello stesso Decreto, con la conseguente disapplicazione delle Leggi n. 1966 del 1939 e n. 430 del 1986.

L'articolo 199 del D. Lgs. N. 58 del 1998 integra e coordina le previgenti norme in materia di attività e mercati finanziari e fa salve le disposizioni dell'articolo 60, quarto comma, del D. Lgs. 415 del 1996 sui limitati margini operativi delle società fiduciarie, sino alla loro riforma organica.

## Decreto Legislativo 13 agosto 2010, n. 141
il Decreto prevede, in attesa delle disposizioni attuative, che le società fiduciarie con particolari requisiti dimensionali o assetti proprietari, si iscrivano ad un elenco speciale presso la Banca d'Italia. In ragione di tale previsione le società fiduciarie saranno sottoposte a doppia autorizzazione, una rilasciata dal Ministero per lo Sviluppo Economico, relativamente all'attività propria, l'altra da Banca d'Italia, per accedere alla iscrizione anzidetta. Le fiduciarie iscritte saranno pertanto sottoposte alla vigilanza da parte della Banca d'Italia sul rispetto della normativa antiririclaggio. Non essendo ancora state emanate, a tutto il 2014, le disposizioni attuative, le società fiduciarie in possesso dei requisiti previsti dal Decreto, scontano ancora la permanenza in una sorta di limbo giuridico.